# 말라야 연합
말라야 연합(영어: Malayan Union)은 말레이주들과 페낭과 말라카 해협 정착촌의 연합이었다. 그것은 영국령 말라야의 후계자였고 행정의 간소화를 위해 말레이반도를 단일 정부로 통일할 계획이었다. 말레이시아 민족의 반대에 따라 1948년 말레야 연합이 말라야 연방으로 재편되었다.

## 같이 보기
- 부미푸트라